# حصار قندهار

### الخلفية التاريخية:
كانت مدينة قندهار تحت سيطرة سلالة الهوتاكيين الأفغان بقيادة حسين شاه الهوتاكي، الذين استقلوا عن الدولة الصفوية وسيطروا على أجزاء من إيران وأفغانستان. بعد صعود نادر شاه كقائد عسكري بارز، سعى إلى استعادة السيطرة على قندهار لتعزيز أمن الحدود وتمهيد الطريق لحملاته العسكرية نحو الهند.

### أحداث الحصار:

#### التجهيز للحصار
في عام 1738، حشد نادر شاه جيشًا كبيرًا مزودًا بأسلحة حديثة، بما في ذلك مدافع الحصار الثقيلة، وتقدم نحو قندهار. حاصر المدينة التي كانت تحت حكم حسين شاه الهوتاكي، والذي تحصّن بداخل قلعتها المنيعة.

#### استراتيجية نادر شاه
اتبع نادر شاه عدة تكتيكات لضمان سقوط المدينة:
قطع الإمدادات: حاصر المدينة بشكل محكم لمنع وصول المؤن والماء إلى المدافعين، مما أدى إلى استنزاف قواتهم.
القصف المدفعي: استخدم المدفعية لقصف أسوار قندهار وتحطيم تحصيناتها.
حفر الأنفاق: أمر جنوده بحفر أنفاق تحت الأسوار لتفجيرها وإضعاف دفاعات المدينة.

### سقوط قندهار
بعد حصار طويل استمر عدة أشهر، سقطت قندهار في أيدي قوات نادر شاه. كإجراء وقائي، أمر بتدمير قلعة المدينة لمنع استخدامها كمركز للتمرد في المستقبل. ثم أعاد بناء مستوطنة جديدة قريبة منها أسماها "نادر آباد" (مدينة نادر)، ونقل العديد من سكان قندهار إلى مناطق أخرى ضمن إمبراطوريته لضمان السيطرة على المنطقة.

### النتائج
- تمهيد الطريق لغزو الهند: مهد سقوط قندهار الطريق أمام نادر شاه لمواصلة زحفه نحو الهند، حيث هزم جيش إمبراطورية المغول في معركة كارنال (1739) واحتل دلهي، مما أدى إلى نهب ثرواتها الهائلة.
- تعزيز مكانة نادر شاه: أثبت الحصار براعة نادر شاه العسكرية وقدرته على حسم المعارك الصعبة، مما عزز سمعته كواحد من أعظم القادة العسكريين في تاريخ إيران.
- تغييرات ديموغرافية: أدى نقل سكان قندهار إلى مناطق أخرى إلى تغيير التركيبة السكانية للمنطقة، مما ساهم في تعزيز النفوذ الأفشاري.

يُعتبر حصار قندهار نموذجًا للتخطيط العسكري المحكم، حيث جمع بين الحصار الطويل والهندسة القتالية المتطورة، مما جعله من أبرز الأحداث في تاريخ الحملات العسكرية الفارسية في القرن الثامن عشر.